# Tours
|  | Per a altres significats, vegeu «Batalla de Tours». |

Tours (o Tors) és un municipi francès al departament d'Indre i Loira (regió de Centre - Vall del Loira). L'any 2007 tenia 136.600 habitants. Situat al curs inferior del Loira, entre Orleans i la costa atlàntica. Turena, la regió que envolta Tours, és coneguda pels seus vins i per la perfecció del francès que s'hi parla. Tours és una ciutat de forta tradició ciclista. El Tour de França acostuma a passar o acabar alguna etapa en aquesta ciutat, i a més a més és el final d'una de les clàssiques amb més tradició ciclista i que forma part del copa del món, la París-Tours.

## Història
El nom de la ciutat ve de l'antiga tribu gal·la dels túrons. És casualitat que el nom modern, Tours, es correspongui amb el mot francès tours, 'torres'. A mitjans del segle iii, Sant Gacià va ser enviat de Roma per a reorganitzar una petita comunitat cristiana. Sant Martí de Tours va ser bisbe de Tours a finals del segle iv, i la seva tomba es convertí en un important lloc de peregrinació; l'església de Sant Martí va ser una de les grans esglésies de pelegrinatge romàniques, juntament amb Saturní a Tolosa i Sant Jaume de Compostel·la, i els poderosos bisbes de Tours, com Gregori de Tours, eren personatges amb qui havien de comptar els reis merovingis.
La batalla de Tours es lliurà el 10 d'octubre del 732 entre forces comandades pel líder franc Carles Martell i una força islàmica liderada per l'emir Abd-ar-Rahman al-Ghafiqí. Els francs aconseguiren una sonada victòria sobre l'exèrcit musulmà i aturaren l'avenç invasor dels musulmans cap al nord des de la seva base espanyola.
Touraine fou un comtat durant el temps de l'Imperi Carolingi (751-987). Els vikings van saquejar la ciutat el 853 i el 903. El 1044 era possessió dels comtes d'Anjou. Durant el regne de Felip II, la livre tournois (lliura de Tours) va ser adoptada com la moneda de França.
Al segle xvi i xvii, Tours va tenir una important població d'hugonots, molts dels quals havien ajudat a construir una immensa indústria de la seda. Quan l'Edicte de Nantes va ser rescindit el 1685, i a causa del resultant assassinat de milers de protestants, els hugonots van deixar el país i l'antiga indústria de la seda de Tours es va perdre per sempre. Alguns dels hugonots marxaren a Irlanda, on les seves habilitats tèxtils van contribuir a establir algunes de les grans fàbriques de lli irlandeses.
Des del 7 d'octubre del 1870 fins al 6 de febrer del 1871, Tours va servir com a capital provincial del Govern de Defensa Nacional, dirigint els afers francesos durant la guerra francoprussiana. Léon Gambetta va triar Tours com a segona capital, ja que París es trobava sota setge de l'exèrcit prussià.

## La catedral de Tours

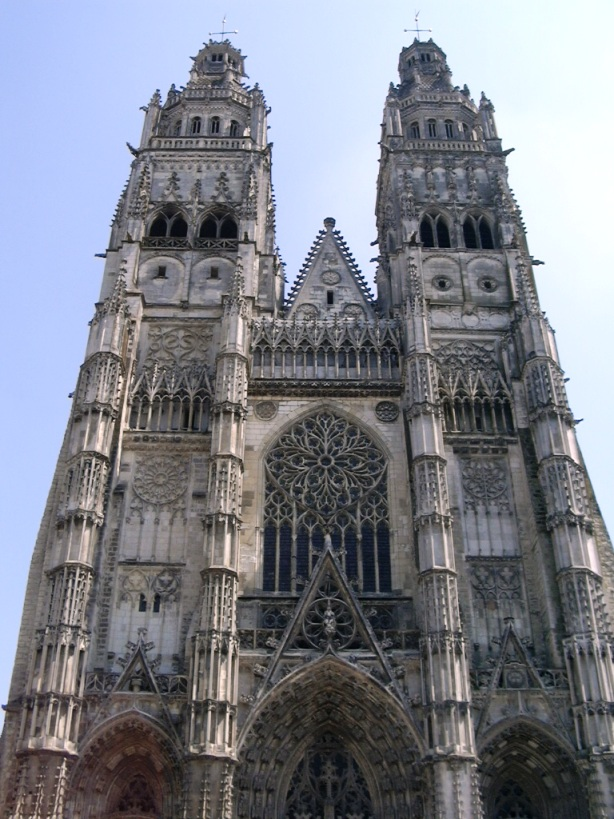
La catedral de Tours

La catedral de Tours, dedicada a Sant Gacià, el primer bisbe de Tours a ser canonitzat, va ser començada el 1170 per substituir la catedral que s'havia cremat el 1166 durant l'enfrontament entre Lluís VII de França i Enric II d'Anglaterra. Les parts més baixes de les torres occidentals són del segle xii, però la resta de l'ala oest pertany al carregat gòtic flamíger del segle xv.
Quan el miniaturista Jean Fouquet va rebre la tasca de fer les miniatures de les Antiguitats jueves de Flavi Josep, la seva reproducció del Temple de Solomó estava inspirada en l'aleshores quasi completada catedral de Tours.

## Llengua francesa
Els habitants de Tours (Tourangeaux) són famosos perquè parlen la forma més pura de francès de tot el país. La pronúncia de Touraine és vista per molts com la pronúncia més perfecta del francès, sense cap accent (a diferència d'altres regions de França, com París).

## La ciutat
El centre de Tours té una població d'unes 137.000 persones. Tours és coneguda com le jardin de la France ('el jardí de França'). Hi ha diversos parcs dins la ciutat. Tours es troba entre dos rius, el Loira al nord i el Cher al sud. Els edificis de Tours són blancs amb teulades d'ardòsia blava, que és comú al nord de França, mentre que al sud molts dels edificis tenen sostres de terracota.
Tours és famosa pel seu nucli antic anomenat le Vieux Tours, amb cases d'estil medieval, i la place Plumereau, una plaça amb bars i restaurants plena de gent que mengen i beuen en terrasses que omplen el centre de la plaça. El boulevard Beranger es creua amb la rue Nationale a la place Jean-Jaures, i és el lloc per als encants i les fires.

## Transport
Avui en dia, amb els seus extensos enllaços ferroviaris (incloent-hi el TGV) i per carretera amb la resta del país, Tours és una base per als turistes que visiten la vall del Loira i els châteaux dels reis.
Tours es troba en una de les línies principals del TGV. Es pot viatjar per la costa oest fins a Bordeus en dues hores i mitja, o fins a la costa mediterrània via Avinyó, i des d'allà cap a Espanya i Barcelona. Hi ha una hora en TGV de París a Tours. Tours té dues estacions principals, la Central i la de St. Pierre des Corps, a la part exterior del centre, que és l'estació per la qual passen els trens que no acaben el seu recorregut a Tours.
Tours no té metro, sinó que té un servei de bus molt eficient, amb l'estació principal de Jean Jaures, al costat de l'Hôtel de Ville. Hi ha el projecte de construir-hi un tramvia en els pròxims anys.

## Personatges il·lustres
A Tours van néixer:
- Berengarius de Tours (999-1088), teòleg
- Bernard de Tours (1147-abans del 1178), filòsof i poeta
- Jean Fouquet (1420-1481), pintor
- Abraham Bosse (1604-1676), artista
- Louise de la Vallière (1644-1710), aristòcrata
- Philippe Néricault Destouches (1680-1754), dramaturg
- Gabriel Lamé (1795-1870), matemàtic
- Philippe Musard (1793-1859), compositor i director d'orquestra
- Honoré de Balzac (1799-1850), novel·lista
- Philippe de Trobriand (1816-1897), autor, oficial militar estatunidenc
- Jules François Joubert (1834-1910), científic
- Emile Delahaye (1843-1905), pioner de l'automòbil
- Georges Courteline (1858-1929), dramaturg i novel·lista
- Yves Bonnefoy (1923), poeta
- Zaz (1980), cantant francesa